# Весловий човен

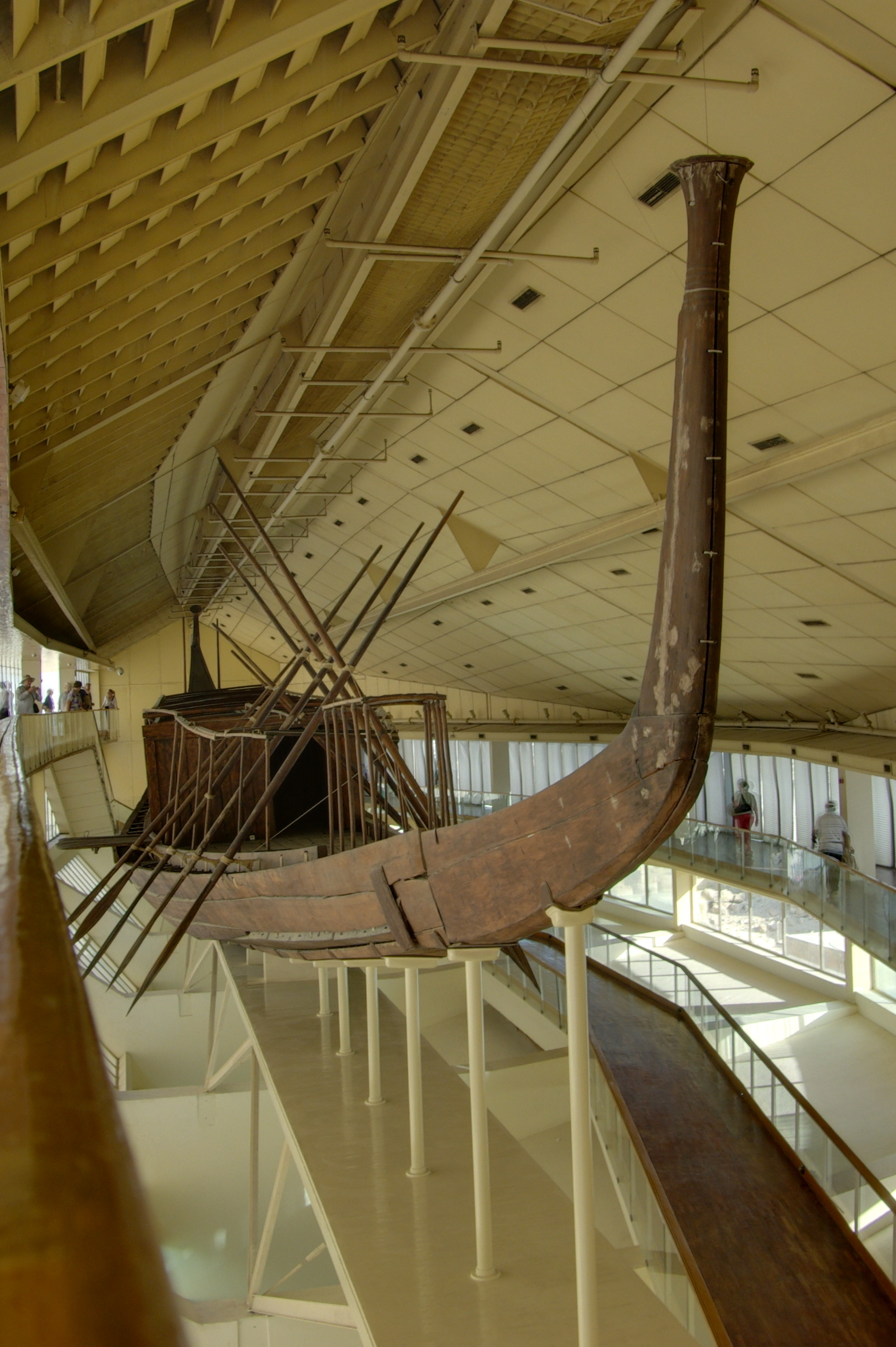
Сонячний човен Хеопса
(близько 2500 рік до нашої ери)

Весловий човен — човен, оснащений веслами і приводиться в рух м'язовою силою.

## Історія
Як найпростіший засіб пересування веслові човни використовувалися здавна. У кам'яному періоді ми вже зустрічаємо човники, які і слід вважати родоначальниками веслових човнів. Описуючи судноплавство по Євфрату, Геродот вказує на човни, остов яких був зроблений із прутів верби, а зовні вони обтягувалися шкірою. Такі човни ходили з Вірменії вниз по річці до Вавилону, де їх розбирали і тільки шкіру везли назад на ослах. Такі шкіряні човни не рідкість і зараз: ними послуговуються камчадали, алеути і ескімоси, використовували нормани, галли та ін.
Інакшими човнами користувалися в Месопотамії на Тигрі: вони будувалися з тростини і дуже ретельно промазувалися гірською смолою. Такі човни не бували великими, однак перевозили до 5-ти осіб. Найбільшого розвитку річкове суднобудування досягло в Єгипті, де, за словами Геродота, каста річкових і морських матросів досягала 700 тисяч чоловік. Перші їх човни будувалися так: з акацій виробляли бруси до 2-х ліктів довжини, складали їх декілька разом, залежно від розмірів човна, і потім пов'язували в шпангоути; по обидва боки все обв'язували довгими планками (зв'язкові пояси), і виготовлений таким чином набір обшивали папірусом. У єгиптян же вперше знаходимо згадки про існування галер.
Греки розпочали свій шлях у суднобудуванні з видовбаних човників; потім будували човни, складаючи набір з нетовстих, гнутих дерев, зв'язували їх вербовими гілками і обшивали зовні шкірою. Пізніше обшивку почали робити дерев'яну, потовщувати складальні частини і надавати своїм човнам різноманітних форм, залежно від їх призначення. Грецькі човни були двох основних типів: короткі і довгі. Одні й інші були великі і малі; великі покривалися суцільними палубами — по дві, по три і більше; дещо менші мали палубу тільки в носовій частині і на кормі або де-небудь в одному місці, а малі були зовсім безпалубними. Довгі човни, що будувалися для військових цілей, відрізнялися порівняно швидким ходом, ретельним підходом до будівництва, фортецею і, залежно від кількості рядів весел, мали назву  унірем, бірем, трирем, квадрірем  і т. д.

## Типи веслових човнів
Унірема  — човен, що мав один ряд весел. За Гомером, грецький флот при облозі Трої складався з таких безпалубних унірем, що мали тільки платформи на носі для 50 воїнів, озброєних луками. Уніреми мали від 12 і до 28-30 весел; довжина їх сягала до 60-145 фт. Спис, розміщений на щоглі, використовувався, ймовірно, проти човнів, і приводився в дію за допомогою цілої системи мотузок.
 Бірема  — човен, що мав два ряди весел. Цей винахід приписують ерітреянам. Згадки про них ми знаходимо і в ассирійців. Весла на них розташовувалися в два ряди, в шаховому порядку; в верхньому ряду їх було 12, а в нижньому — 6, що, без сумніву, залежало від конструкції біреми, що мала вузьку і загострену форму: веслярі, що сиділи під верхньою палубою, в нижньому ряду, були дуже обмежені через цю звужену частину човна. Верхній ряд веслярів містився на відкритій палубі і був захищений від ворога високим бортом; носова частина біреми прикривалася бруствером.
 Трирема  — човен в три ряди весел. Вони доходили до 150 фт. (~ 50 м) в довжину і до 18 фт. (~ 6 м) в ширину; число веслярів — до 174, а екіпажу — до 225 чол. Весла розташовувалися в три ряди, в шаховому порядку і були різної довжини в залежності від ряду, в якому знаходилися: в верхньому — 13½ фт. (~ 4,1 м), в середньому — 10½ фт. (~ 3,2 м), в нижньому — 7½ фт. (~ 2,3 м). Веслярі ділилися на три розряди: найсильніші розміщувалися на верхній палубі, отримували найбільшу платню і називалися транітами;  ті, що містилися в середньому ряду називалися  зігітами,  а веслярі нижнього ряду — таламітами.  За часів  Фукідіда (V ст. до н. е.) і кілька століть пізніше трирема була найпоширенішим човном у всіх флотах, лише трохи змінюючись в конструкції. Для кращого захисту збільшували висоту носового бруствера і навіть надавали йому вигляд вежі зі стрільницями, а для більшої місткості розширювали носову платформу. Про човни в 4, 5, 6 і т. д. рядів весел — так званих квадріремах, квінкеремах, секстіремах  і т. ін., є невеликі згадки в історії Греції, Риму, Карфагену. У венеціанському арсеналі, відомому збиранням найдавніших пам'яток суднобудування на Середземному морі, знаходяться тільки моделі  трирем,  не більше. Основною турботою суднобудівників в середні віки щодо веслових човнів було збільшення їх розмірів, особливо за часів Хрестових походів, які вимагали перевезення великих вантажів; але відповідно до цього зростала і потреба в робочій силі для керування веслами, які сягали величезних розмірів. Ця ж обставина стала приводом до заміни весел вітрилами і до порівняно недовгого існування великих веслових човнів зі значною кількістю весел в кілька рядів. Чільне місце цієї епохи займають  галери ,  галеаси ,  дромони і  памфілії,  що являють собою поліпшені біреми. Із дрібних веслових човнів відзначимо найбільш характерні.
 Гондола  — невеликий весловий човен, керований одним веслярем; вона використовувалася для сполучення великих суден з берегом. Їх піднімали на галери під час походів, подібно до того, як в зараз піднімають на кораблі веслові шлюпки. Крім того, що  гондоли  використовувалися колись, ними послуговуються і в наш час, у Венеції для сполучення між каналами. Розкіш їх оздоблення сягала казкових розмірів. Введені кілька років тому на головні венеціанські канали пароплави, завдали смертельного удару цим витонченим і оригінальним човнам.
Каїк — легкий перевізний човен, який використовується на тихих водах Босфору. Корма його трохи вище носової частини, як зазвичай у турецьких човнах. Каїки поділяються на приватні та перевізні. Перші, є у власності майже кожного багатого турка, відрізняються від перевізних своїм розкішним різьбленим оздобленням і фарбуванням. І тими, й іншими користуються для морських прогулянок по Золотому Розі і для сполучення з азійським берегом.